# Liste der Kulturgüter in Hellikon
Die Liste der Kulturgüter in Hellikon enthält alle Objekte in der Gemeinde Hellikon im Kanton Aargau, die gemäss der Haager Konvention zum Schutz von Kulturgut bei bewaffneten Konflikten, dem Bundesgesetz vom 20. Juni 2014 über den Schutz der Kulturgüter bei bewaffneten Konflikten sowie der Verordnung vom 29. Oktober 2014 über den Schutz der Kulturgüter bei bewaffneten Konflikten unter Schutz stehen.
Objekte der Kategorie A sind im Gemeindegebiet nicht ausgewiesen, Objekte der Kategorie B sind vollständig in der Liste enthalten, Objekte der Kategorie C fehlen zurzeit (Stand: 1. Januar 2023). Unter übrige Baudenkmäler sind weitere geschützte Objekte zu finden, die in der Bau- und Nutzungsordnung der Gemeinde verzeichnet und nicht bereits in der Liste der Kulturgüter enthalten sind.

## Kulturgüter
| Foto |                                                                | Objekt                               | Kat. | Typ | Standort                          | Beschreibung |
| ---- | -------------------------------------------------------------- | ------------------------------------ | ---- | --- | --------------------------------- | --- |
| ja   | Datei hochladen · Wikidata zu Mühle (Q29576163)                | Mühle KGS-Nr.: 15421                 | B    | G   | Mühle 90 636798 / 261757          | 1628 erstmals erwähnte Mühle, 1815 zur heutigen Gestalt umgebaut. Gemauerter Baukörper mit zwei Reihen Stichbogenfenstern und Rundbogentor.       |
| ja   | Datei hochladen · Wikidata zu Sebastians-Kapelle (Q2800274)    | Sebastians-Kapelle KGS-Nr.: 15422    | B    | G   | Chilchgässli 1.1 636230 / 262167  | 1696 erbaute Kapelle. Kleines, weiss verputztes Gebäude mit laubenartiger Empore, durchlaufendem Satteldach und Fensterscheiben im Art-déco-Stil. |
| ja   | Datei hochladen · Wikidata zu St. Wendelins-Kapelle (Q1479587) | St. Wendelins-Kapelle KGS-Nr.: 15423 | B    | G   | Hauptstrasse 89.1 636833 / 261869 | Vermutlich Mitte des 17. Jahrhunderts erbaute Kapelle. Viereckiger Bau mit weiss getünchten Bruchsteinwänden und ungeknicktem Satteldach.         |

## Übrige Baudenkmäler
| ID  | Foto |                                                             | Objekt                                         | Typ | Standort                           | Beschreibung |
| --- | ---- | ----------------------------------------------------------- | ---------------------------------------------- | --- | ---------------------------------- | ------------ |
| 901 | ja   | Datei hochladen                                             | Christkatholische Kirche                       | G   | Hauptstrasse 99 636882 / 261773    |              |
| 902 | ja   | Datei hochladen                                             | Bauernhaus                                     | G   | Obere Strasse 37 636850 / 261904   |              |
| 903 | BW   | Datei hochladen                                             | Bauernhaus                                     | G   | Obere Strasse 17 636725 / 262121   |              |
| 904 | BW   | Datei hochladen                                             | Bauernhaus                                     | G   | Hauptstrasse 55 636701 / 262076    |              |
| 905 | ja   | Datei hochladen                                             | Bauernhaus                                     | G   | Hauptstrasse 64 636671 / 262075    |              |
| 906 | ja   | Datei hochladen                                             | Ehemaliges Bauernhaus (alter Wohnteil)         | G   | Tempelstrasse 1 636645 / 262170    |              |
| 907 | ja   | Datei hochladen                                             | Bauernhaus (Umbau)                             | G   | Baumgarten 7 636625 / 262211       |              |
| 908 | BW   | Datei hochladen                                             | Bauernhaus                                     | G   | Ochsengasse 2 636631 / 262234      |              |
| 909 | ja   | Datei hochladen                                             | Doppelwohnhaus                                 | G   | Ochsengasse 15 636696 / 262271     |              |
| 910 | ja   | Datei hochladen                                             | Gasthaus zum Ochsen                            | G   | Rebmatt 1 636648 / 262272          |              |
| 911 | ja   | Datei hochladen                                             | Bauernhaus (ehemaliges Wirtshaus und Postbüro) | G   | Ochsengasse 1 636665 / 262250      |              |
| 912 | ja   | Datei hochladen                                             | Bauernhaus                                     | G   | Hauptstrasse 43 636573 / 262279    |              |
| 913 | ja   | Datei hochladen                                             | Bauernhaus                                     | G   | Hauptstrasse 41 636559 / 262291    |              |
| 914 | ja   | Datei hochladen                                             | Bauernhaus                                     | G   | Hauptstrasse 34 636517 / 262313    |              |
| 915 | ja   | Datei hochladen                                             | Bauernhaus                                     | G   | Hauptstrasse 33 636526 / 262344    |              |
| 916 | ja   | Datei hochladen                                             | Bauernhaus                                     | G   | Hauptstrasse 31 636510 / 262358    |              |
| 917 | ja   | Datei hochladen                                             | Doppelbauernhaus                               | G   | Hauptstrasse 23 636481 / 262396    |              |
| 918 | ja   | Datei hochladen                                             | Bauernhaus                                     | G   | Hauptstrasse 21 636465 / 262410    |              |
| 919 | ja   | Datei hochladen                                             | Bauernhaus                                     | G   | Hauptstrasse 17–19 636446 / 262427 |              |
| 920 |      | Datei hochladen                                             | Schopf                                         | G   | Hauptstrasse                       |              |
| 921 | ja   | Datei hochladen                                             | Dorfbrunnen                                    | K   | Ochsengasse 636604 / 262223        |              |
| 922 | ja   | Datei hochladen                                             | Bauernhaus                                     | G   | Schulstrasse 1 636557 / 262221     |              |
| 923 | ja   | Datei hochladen                                             | Doppelbauernhaus                               | G   | Niedermatt 9 636441 / 262225       |              |
| 924 | ja   | Datei hochladen                                             | Doppelbauernhaus                               | G   | Schulstrasse 10–12 636465 / 262174 |              |
| 925 | ja   | Datei hochladen                                             | Doppelbauernhaus                               | G   | Schulstrasse 16 636446 / 262156    |              |
| 926 | ja   | Datei hochladen · Wikidata zu Schulhaus Hellikon (Q2251236) | Schulhaus                                      | G   | Schulstrasse 20 636415 / 262134    |              |
| 927 | ja   | Datei hochladen                                             | Doppelbauernhaus                               | G   | Oberdorf 12 636291 / 262234        |              |
| 928 | BW   | Datei hochladen                                             | Ehemalige Hufschmiede und Wagnerei             | G   | Oberdorf 29 636212 / 262144        |              |

Legende: Siehe Legende der Liste der Kulturgüter von nationaler und regionaler Bedeutung. Anstelle der KGS-Nummer wird als Objekt-Identifikator (ID) die Inventar- oder Gebäudenummer in der Bau- und Nutzungsordnung der Gemeinde verwendet.